# Aeroportul Soalala
Aeroportul Soalala (IATA: DWB, ICAO: FMNO) este un aeroport din Regiunea Boeny, Madagascar ce deservește zona Soalala⁠(d). A fost numit după zona deservită.
Situat la o altitudine de 43 m, aeroportul dispune de o singură pistă.